# مراتب الفقهاء
مراتب الفقهاء أو درجات الفقهاء هي درجات ومراتب علمية محددة في الفقه وأصوله، ويقصد بها ترتيب المستويات العلمية للفقهاء ودرجاتهم، والفقيه في مصطلح علم أصول الفقه لا يطلق إلا على من بلغ رتبة مجتهد، وعند غيرهم من العلماء يطلق على المجتهد وغيره. وقد ذكر علماء الشرع الإسلامي مراتب الفقهاء، وبينوا خصائص كل صنف من المجتهدين. ولتوضيح ذلك باختصار: فالمجتهد الذي اجتمعت فيه شروط الاجتهاد إما أن يكون مستقلا أو غير مستقل، فالمستقل كالأئمة الأربعة، وغير المستقل هو المنتسب إلى مذهب من المذاهب الفقهية.

## تقسيم أصناف الفقهاء
أصناف الفقهاء أو أصناف المفتي، وتشمل أصناف المجتهد والمقلد في الأحكام المفروغ منها. وقد قسم العلماء هذه الأصناف، فذكر ابن الصلاح وتبعه في ذلك النووي أنها خمسة أصناف، وذكر ابن الصلاح أن المفتي ينقسم إلى قسمين مستقل وغير مستقل، القسم الأول هو المفتي المستقل، أو المفتي المطلق المستقل، أو المجتهد المستقل، والقسم الثاني: المفتي الذي ليس بمستقل من الفقهاء المنتسبين إلى أئمة المذاهب المتبوعة، وللمفتي المنتسب أحوال أربع. وهذه الأحوال هي: المجتهد المطلق غير المستقل أو المنتسب إلى مذهب إمامه، ومجتهد التخريج، ومجتهد الترجيح، ثم الحافظ لمذهب إمامه المفتي به.
وهذا التقسيم هو المعول عليه عند الجمهور، وهناك بعض تفاصيل إضافية يمكن تلخيصها في أمرين الأول: ما ذكره ابن عابدين نقلا عن ابن كمال باشا وغيره من الحنفية حيث جعل طبقة مجتهد التخريج مرتبة رابعة بعد المجتهد المقيد. ولم يفرق الجمهور بين المجتهد المقيد، ومجتهد التخريج، فكلاهما في مرتبة واحدة. الأمر الثاني: إضافة طبقة جديد من المقلدين الذين لا يميزون بين الغث والسمين ولا يفرقون بين القوي والضعيف وغيره من الأقوال. وهذا الصنف لم يذكره ابن الصلاح وغيره من العلماء السابقين؛ لأنهم يعدونه من صنف العوام بالنسبة للأزمنة السابقة.
وذكر ابن عابدين وغيره من متأخري الحنفية أن الفقهاء على سبع مراتب، وقد أوضحها المحقق ابن كمال باشا في بعض رسائله، وأول هذه المراتب: طبقة المجتهدين في الشرع كالأئمة الأربعة، ثم طبقة المجتهدين في المذهب كأبي يوسف ومحمد، ثم طبقة المجتهدين في المسائل التي لا نص فيها عن صاحب المذهب، ثم طبقة أصحاب التخريج من المقلدين، ثم طبقة أصحاب الترجيح من المقلدين ثم طبقة المقلدين القادرين على التمييز بين الأقوى والقوي والضعيف وظاهر المذهب والرواية النادرة ثم طبقة المقلدين الذين لا يقدرون على ما ذكر، ولا يفرقون بين الغث والسمين.

### تقسيم مراتب الفقهاء
قسم العلماء مراتب الفقهاء إلى قسمين أساسيين (باعتبار الاتصاف بلقب المفتي بمعناه الاصلاحي) وهما: المفتي المستقل وغير المستقل، فالمفتي المستقل هو المفتي المطلق المستقل، أو المجتهد المستقل، وهو الذي بلغ رتبة الاجتهاد في جميع أبواب الشرع وفق شروط محددة لذلك، وتعد رتبة المجتهد المستقل من أعلى مراتب الاجتهاد، والمجتهد المستقل كالأئمة الأربعة، وغير المستقل أي: المنتسب إلى مذهب إمام مجتهد.

## المجتهد المستقل
المجتهد المستقل هو الذي استقل بنفسه بوضع قواعده في الاجتهاد، وصاغ لنفسه أصول منهج الاستدلال التي يبني عليها الفقه، وتعد رتبة المجتهد المستقل درجة علمية عليا هي أعلى مراتب الاجتهاد، حيث أن المجتهد المستقل هو مجتهد مطلق أي: أنه مجتهد في جميع أحكام الشرع، ويشترط أن تتوفر فيه أعلى شروط الاجتهاد، كأئمة المذاهب الأربعة. وتسمى هذه طبقة المجتهد المستقل، أو طبقة المجتهد المطلق المستقل، أو غير المنتسب، وسمى ابن عابدين هذه الطبقة: طبقة المجتهدين في الشرع.
المفتي إما مستقل وغير مستقل فالمفتي المستقل هو الذي يستقل بإدراك الأحكام الشرعية من الأدلة الشرعية من غير تقليد وتقيد بمذهب أحد. وقد ذكر الإمام أبو المعالي الجويني تفصيل صفات المفتي ثم قال القول الوجيز في ذلك إن المفتي هو المتمكن من درك أحكام الوقائع على سبر من غير معاناة تعلم. حكاه ابن الصلاح وقال بأن ما قاله إمام الحرمين معتبر في المفتي ولا يصلح أن يكون حدا للمفتي.

## غير المستقل
غير المستقل هو الذي يكون منتسبا إلى مذهب إمام من أئمة الفقه، قال ابن الصلاح: منذ دهر طويل طوي بساط المفتي المستقل المطلق والمجتهد المستقل وأفضى أمر الفتوى إلى الفقهاء المنتسبين إلى أئمة المذاهب المتبوعة.

### المنتسب إلى المذهب
المنتسب إلى مذهب من المذاهب الفقهية، كما قسمه أبو القاسم الرافعي والنووي إلى مقلد ومجتهد في مذهب إمامه، فالمنتسب إلى المذهب الشافعي مثلا، أو المجتهد المقيد به، يكون كلا هذين الصنفين من جملة الشافعية المنتسبين إلى الإمام الشافعي، ولم يخرجوا بالاجتهاد عن الانتساب إليه، ولهذا اعتمد الشافعية على تصانيفهم وفتاويهم ونسبت إلى مذهب الشافعي، كما أنهم يولون تدريس المدارس الشافعية قديما وحديثا، بخلاف المجتهد المستقل غير المنتسب فلا ينسب للشافعية، وهكذا الحال في المنتسبين إلى المذاهب الأخرى كالحنفية والمالكية والحنابلة فاجتهادهم لا يخرجهم عن انتسابهم إلى هذه المذاهب. وذكر السيوطي في كلامه على المجتهد المستقل والمنتسب، ومن يتولى مدارس الشافعية: أن المجتهد المستقل هو الذي لا يولاها إذا كان الوقف ليس مأخذه من بيت المال؛ ولهذا امتنع السبكي من دعوى الاجتهاد المستقل مع كونه أهلا للاستقلال، واقتصر على دعوى الاجتهاد المطلق المنتسب. وقال السيوطي: ولا أعرف أحدا من أصحابنا ادعى الاجتهاد المستقل سوى ابن جرير، خاصة وأما بقية الأصحاب الذين ادعوا الاجتهاد فاقتصروا على دعوى الاجتهاد المطلق المنتسب؛ ولهذا عدوا في الأصحاب. وحذف منها ابن جرير فلم يترجم فيها له فكل من ترجمه العلماء في طبقات الشافعية فمن ادعى الاجتهاد فهو مطلق منتسب، لا مستقل.
وقد قال النووي في الروضة، والرافعي في الشرح الكبير: المنتسبون إلى مذهب الشافعي وأبي حنيفة ومالك ثلاثة أصناف: أحدها: العوام وتقليدهم الشافعي مثلا مفرع على تقليد الميت وقد سبق. الثاني: البالغون رتبة الاجتهاد وقد ذكرنا أن المجتهد لا يقلد مجتهدا، وإنما نسب هؤلاء للشافعي لأنهم جروا على طريقته في الاجتهاد واستعمال الأدلة وترتيب بعضها على بعض، ووافق اجتهادهم اجتهاده، وإذا خالف أحيانا لم يبالوا بالمخالفة. والصنف الثالث: المتوسطون وهم الذين لا يبلغون رتبة الاجتهاد في أصل الشرع لكنهم وقفوا على أصول الإمام في الأبواب وتمكنوا من قياس ما لم يجدوه منصوصا له على ما ينص عليه، هذا كلام الرافعي والنووي في الروضة.
قال السيوطي: فانظر كيف قسما أتباع الائمة إلى ثلاثة أصناف وجعلا من جملتهم من بلغ رتبة الاجتهاد، ولم يخرجاه ببلوغه الاجتهاد عن انتسابه إلى مذهب الشافعي
وقد نص على ذلك أيضا إمام الحرمين فقال في كتابه الذي ألفه في ترجيح مذهب الشافعي ما نصه: فإن قيل: فابن سريج والمزني ومن بعده كالقفال، والشاسي، وغير هؤلاء كان لهم منصب الاجتهاد،
فالجواب: إن هؤلاء كثرث تصرفاتهم في المذهب الشافعي والذب عن طريقته ونصرته وشمروا عن ساق الجد في تصويبه وتقريره وتصرفوا فيه استنباطا وتخريجا وقلت اختياراتهم الخارجة عن مذهبه وكانوا معترفين بأنهم من متبعي الشافعي ومقتفي آثاره ومقتبسي أنواره. هذا كلام إمام الحرمين.
ونص على مثل ذلك أيضا ابن الصلاح قال في طبقاته: في ترجمة محمد بن نصر ما نصه:
ربما تذرع متذرع بكثرة اختياراته المخالفة لمذهب الشافعي إلى الإنكار على الجماعة العادين له في أصحابنا، وليس الأمر كذلك لأنه من هذا بمنزلة ابن خزيمة والمزني وأبي ثور وغيرهم، ولقد كثرت اختياراتهم المخالفة لمذهب الشافعي، ثم لم يخرجهم هذا عن أن يكونوا في قبيل أصحاب الشافعي معدودين، وبوصف الاعتزاء إليه موصوفين. هذا كلام ابن الصلاح.

## مراتب غير المستقل
والمنتسبون إلى المذاهب المتبوعة كما قسمهم ابن الصلاح وتبعه في ذلك النووي إلى أربعة أصناف، أولهم: المجتهد المطلق غير المستقل، والثاني: مجتهد التخريج والاستنباط وهم أصحاب الوجوه والطرق، والثالث: مجتهد الترجيح، والرابع: الحافظ للمذهب.

### المجتهد المطلق المنتسب
المجتهد المطلق المنتسب أو المجتهد المطلق غير المستقل، هو الذي اجتمعت فيه شروط الاجتهاد التي اتصف بها المجتهد المستقل، لكنه لم يبتكر لنفسه قواعد الاجتهاد، بل سلك طريق إمام من أئمة المذاهب في الاجتهاد، فهو مجتهد مطلق منتسب، لا مستقل، ووصفه بالاجتهاد المطلق باعتباره مجتهدا في جميع أحكام الشرع، واجتمعت فيه شروط المجتهد المستقل، لكنه ليس مستقلا في اجتهاده بل اجتهاده بهذه الصفة مقيد بكونه منتسبا إلى إمام من أئمة الاجتهاد المستقلين، وتعد رتبة المجتهد المطلق المنتسب (أي: غير المستقل) درجة علمية في المرتبة الثانية بعد رتبة المجتهدين المستقلين. ومعنى هذا: أن المستقلين هم أسبق من المنتسبين وأعلا رتبة منهم، حيث لا يتحقق وجود مجتهد منتسب إلا بعد وجود مجتهد مستقل أسبق منه؛ لأن كل مجتهد غير مستقل ينسب إلى مجتهد مستقل، وكمثال لتوضيح ذلك فإن المجتهد المستقل كالأئمة الأربعة مثلا: استقل كل واحد منهم بوضع قواعده ومنهجه وأصول اجتهاده في مذهبه، ثم جاء من بعدهم من اجتهد معتمدا في اجتهاده على طريقة واحد منهم كتلاميذ الأئمة مثل: أبي يوسف ومحمد بن الحسن الشيباني وزفر من الحنفية، وابن القاسم وأشهب وأسد بن الفرات من المالكية، والبويطي والمزني من الشافعية، وأبي بكر الأثرم، وأبي بكر المروذي من الحنابلة. وأصحاب هذه الطبقة من المجتهدين هم القادرون على استخراج الأحكام من الأدلة على مقتضى القواعد التي قررها أستاذهم في الأحكام، وإن خالفوه في بعض أحكام الفروع، لكن يقلدونه في قواعد الأصول، وسمى ابن عابدين هذه الطبقة: طبقة المجتهدين في المذهب. وقد ذكر العلماء المتأخرون: أن رتبة الاجتهاد المطلق بنوعيه (المستقل والمنتسب) قد فقدت من زمان.
وقد ذكره ابن الصلاح في الصنف الأول من المنتسبين إلى المذهب وعرفه بأنه لا يكون مقلدا لإمامه لا في المذهب ولا في دليله لكونه قد جمع الأوصاف والعلوم المشترطة في المستقل وإنما ينسب إليه لكونه سلك طريقه في الاجتهاد ودعا إلى سبيله. قال ابن الصلاح وبلغنا عن الأستاذ أبي إسحاق الإسفراييني رحمه الله أنه ادعى هذه الصفة لأئمة أصحابنا فحكى عن أصحاب مالك وأحمد وداود وأكثر أصحاب أبي حنيفة رحمهم الله أنهم صاروا إلى مذاهب أئمتهم تقليدا لهم، ثم قال الصحيح الذي ذهب إليه المحققون ما ذهب إليه أصحابنا وهو أنهم صاروا إلى مذهب الشافعي رحمه الله لا على جهة التقليد له ولكن لما وجدوا طريقه في الاجتهاد والفتاوى أسد الطرق وأولاها ولم يكن لهم بد من الاجتهاد سلكوا طريقه في الاجتهاد وطلبوا معرفة الأحكام بالطريق الذي طلبها الشافعي به. قال ابن الصلاح: وهذا الرأي حكاه عن أصحابنا واقع على وفق ما رسمه لهم الشافعي ثم المزني في أول مختصره وفي غيره وذكر الشيخ أبو علي السنجي شبيها بذلك فقال: اتبعنا قول الشافعي دون قول غيره من الأئمة لما وجدنا قوله أصح الأقوال وأعدلها لا أنا قلدناه في قوله.

### شائبة التقليد
لا يوصف المجتهد المطلق بأنه مقلد لإمامه قولا واحدا، وانتسابه لمذهب إمامه لا يعني أنه مقلد له في جمبع الأقوال، ورغم ذلك فإن هذا الصنف من الاجتهاد لا يخلو من شائبة التقليد. قال ابن الصلاح: دعوى انتفاء التقليد عنهم مطلقا من كل وجه لا يستقيم إلا أن يكونوا قد أحاطوا بعلوم الاجتهاد المطلق وفازوا برتبة المجتهدين المستقلين وذلك لا يلائم المعلوم من أحوالهم أو أحوال أكثرهم. وقد ذكر بعض الأصوليين منا أنه لم يوجد بعد عصر الشافعي مجتهد مستقل وحكى اختلافا بين أصحابنا وأصحاب أبي حنيفة في أبي يوسف وأبي محمد المزني وابن سريج خاصة هل كانوا من المجتهدين المستقلين؟ أو من المجتهدين في المذاهب؟ ولا ينكر دعوى ذلك فيهم في فن من الفقه دون فن، بناء على ما قدمناه في جواز تجريد منصب المجتهد المستقل. ويبعد جريان ذلك الخلاف في حق هؤلاء المتبحرين الذين عم نظرهم الأبواب كلها فإنه لا يخفى على أحدهم إذا أكمل في باب مالا يتعلق منه بغيره من الأبواب التي لم يكمل فيها لعموم نظره وجولانه في الأبواب كلها إذا عرفت هذا ففتوى المستفتين في هذه الحالة في حكم فتوى المجتهد المستقل المطلق يعمل بها ويعتد بها في الإجماع والخلاف.

### المجتهد المقيد
المجتهد المقيد أو مجتهد التخريج، أو المجتهد في المسائل التي لا نص عليها في مذهب إمامه، هو الذي يكون اجتهاده مقيدا بمذهب من المذاهب الفقهية، ويكون مجتهدا مقيدا في مذهب إمامه، غير أن اجتهاده لا يكون في في جميع أحكام الشرع، ولا في كل أبواب الفقه، بل يكون اجتهاده في التخريج والاستنباط فيما ليس بمنصوص عليه في مذهب إمامه، فيستقل بتقرير ذلك بالدليل، غير أنه لا يتجاوز في أدلته أصول إمامه وقواعده، ومن شأنه أن يكون عالما بالفقه خبيرا بأصول الفقه، عارفا بأدلة الأحكام تفصيلا، بصيرا بمسالك الأقيسة والمعاني تام الارتياض في التخريج والاستنباط قيما بإلحاق ما ليس بمنصوص عليه في مذهب إمامه بأصول مذهبه وقواعده.
ويتخذ أصول نصوص إمامه أصولا يستنبط منها تلك الأحكام، كما يفعل المجتهد المستقل بنصوص الشارع، وربما مر به الحكم وقد ذكره إمامه بدليله فيكتفي بذلك ولا يبحث هل لذلك الدليل من معارض.
وهو مع ذلك لا يخلو عن شوب من التقليد لإمامه؛ لإخلاله ببعض العلوم والأدوات المعتبرة في المجتهد المستقل، كالإخلال بعلم الحديث أو بعلم اللغة العربية. فهو لا يستوفي النظر في شروطه كما يفعله المستقل، قال ابن الصلاح: وهذه صفة أصحاب الوجوه والطرق في المذهب وعلى هذه الصفة كان أئمة أصحابنا أو أكثرهم، ومن كان هذا شأنه فالعامل بفتياه مقلد لإمامة لاله معوله على صحة إضافة ما يقوله إلى إمامه لعدم استقلاله بتصحيح نسبته إلى الشارع. ويؤخذ من هذا: أن استقلال المجتهد المقيد بالاجتهاد والفتوى في مسألة خاصة أو في باب خاص. كالخصاف والطحاوي والكرخي والحلواني والسرخسي والبزدوي وقاضي خان من الحنفية، والأبهري وابن أبي زيد القيرواني من المالكية، وأبي إسحاق الشيرازي والمروذي ومحمد بن جرير الطبري وأبي نصر وابن خزيمة من الشافعية، والقاضي أبي يعلى والقاضي أبي علي بن أبي موسى من الحنابلة. ويسمى هؤلاء أصحاب الوجوه والطرق في المذهب وتكون هذه الأقوال منسوبة لأصحاب إمام المذهب، لا لإمام المذهب. وفي التقسيم الذي ذكره ابن عابدين يعد مجتهد التخريج في المرتبة الرابعة بعد مرتبة المجتهد في المسائل التي لا نص عليها في المذهب، ولا فرق عند الجمهور بين مجتهد التخريج وبين المجتهد في المسائل التي لا نص عليها، فكلاهما في رتبة واحدة.

### مجتهد الترجيح
مجتهد الترجيح وهو المتمكن من ترجيح قولين أو أكثر عند وجود الاختلاف، سواء كان الترجيح لأقوال إمام المذهب، أو الترجيح بين ما قاله الإمام وما قاله تلاميذه أو غيره من الأئمة، أو بين ما قاله الأصحاب، فيرجح في المسألة قولا من الأقوال المختلفة، وتفضيل بعض الروايات على بعض، بحسب ما يترجح لديه بالأدلة. ز
ذكر ابن الصلاح أن مجتهد الترجيح هو الذي لم يبلغ رتبة أئمة المذاهب أصحاب الوجوه والطرق غير أنه فقيه النفس حافظ لمذهب إمامه عارف بأدلته قائم بتقريرها وبنصرته يصور ويجرد ويمهد ويقرر ويوازن ويرجح لكنه قصر عن بلوغ درجة مجتهدوا التخريج، إما لعدم بلوغه مبلغهم في حفظ المذهب، وإما لكونه لم يرتض في التخريج والاستنباط كارتياضهم وإما لكونه غير متبحر في علم أصول الفقه على أنه لا يخلو مثله في ضمن ما يحفظ من الفقه ويعرفه من أدلته عن أطراف من قواعد أصول الفقه 
وإما لقصوره في غير ذلك من العلوم التي هي أدوات الاجتهاد، الحاصل لأصحاب الوجوه والطرق. وهذه صفة كثير من المتأخرين إلى أواخر المائة الرابعة من الهجرة المصنفين الذين رتبوا المذهب وحرروه وصنفوا فيه تصانيف بها معظم اشتغال الناس اليوم ولم يلحقوا بأرباب الحالة الثانية في تخريج الوجوه وتمهيد الطرق في المذهب، وأما في فتاواهم فقد كانوا يتبسطون فيها كتبسط أولئك أو قريبا منه ويقيسون غير المنقول والمسطور على المنقول والمسطور في المذهب غير مختصرين في ذلك على القياس الجلي وقياس لا فارق الذي هو نحو قياس الأمة على العبد في إعتاق الشريك وقياس المرأة على الرجل في رجوع البائع إلى غير ماله عند تعذر الثمن وفيهم من جمعت فتاواه وأفردت بالتدوين ولا يبلغ في التحاقها بالمذهب مبلغ فتاوى أصحاب الوجوه ولا يقوى كقوتها.
مثل القدوري والمرغيناني صاحب الهداية من الحنفية، والعلامة خليل من المالكية، والرافعي والنووي من الشافعية، والقاضي علاء الدين المرداوي منقح مذهب الحنابلة، وأبي الخطاب محفوظ بن أحمد الكلوذاني البغدادي، المجتهد في مذهب الحنابلة. ز

### طبقة الحافظ للمذهب
الحافظ للمذهب ويطلق عليه أيضا: مجتهد الفتيا، ذكره ابن الصلاح في الحالة الرابعة من حالات المنتسبين إلى مذهب الإمام المتبوع، وعده مقلدا لإمامه، وهو أن يقوم بحفظ المذهب ونقله وفهمه في واضحات المسائل ومشكلاتها غير أن عنده ضعفا في تقرير أدلته وتحرير أقيسته. كأصحاب المتون المعتبرة من المتأخرين، مثل صاحب الكنز، وصاحب الدر المختار، وصاحب الوقاية، وصاحب مجمع الأنهر من الحنفية، والرملي وابن حجر من الشافعية. فهذا الصنف من الفقهاء يعتمد نقله وفتواه به فيما يحكيه مما هو مقرر في مذهبه ومما نص عليه إمامه، ومن تفريعات أصحاب إمامه المجتهدين في مذهبه، وتخريجاتهم. وأما ما لا يجده منقولا في مذهبه فإن وجد في المنقول ما هذا في معناه بحيث يدرك من غير فضل فكر وتأمل: أنه لا فارق بينهما كما في الأمة بالنسبة إلى العبد المنصوص عليه في إعتاق الشريك جاز له إلحاقه به والفتوى به، وكذلك ما يعلم اندراجه تحت ضابط منقول ممهد في المذهب.
لم يذكر ابن الصلاح هذا الصنف ضمن مراتب المفتي،
قال ابن الصلاح: "وما لم يكن كذلك فعليه الإمساك عن الفتيا منه ومثل هذا يقع نادرا في مثل الفقيه المذكور إذا يبعد كما ذكر الإمام أبو المعالي الجويني أن يقع واقعة لم ينص على حكمها في المذهب ولا هي في معنى شيء في المنصوص عليه فيه من غير فرق ولا هي مندرجة تحت شيء من ضوابط المذهب المحررة فيه"
وقال: ثم إن هذا الفقيه لا يكون إلا فقيه النفس لأن تصوير المسائل على وجهها ثم نقل أحكامها بعد استتمام تصويرها جلياتها وخفياتها لا يقوم به إلا فقيه النفس ذو حظ من الفقه قلت وينبغي أن يكتفي في حفظ المذهب في هذه الحالة وفي الحالة التي قبلها بأن يكون المعظم على ذهنه لدرايته متمكنا من الوقوف على الباقي بالمطالعة أو ما يلتحق بها على القرب كما اكتفينا في اقسام الاجتهاد الثلاثة الأول بأن يكون المعظم على ذهنه ويتمكن من إدراك الباقي بالاجتهاد على القرب.
وهذه أصناف المفتين وشروطهم وهي خمسة وما من صنف منها إلا ويشترط فيه حفظ المذهب وفقه النفس وذلك فيما عدا الصنف الأخير الذي هو أخسها بعدما يشترط في هذا القبيل
فمن انتصب في منصب الفتيا وتصدى لها وليس على صفة واحد من هذه الأصناف الخمسة فقد باء بأمر عظيم ألا يظن أولئك أنهم مبعوثون ليوم عظيم. ومن أراد التصدي للفتيا ظانا كونه من أهلها فليتهم نفسه وليتق الله ربه تبارك الله وتعالى ولا يجد عن الأخذ بالوثيقة لنفسه والنظر لها، ولقد قطع الإمام أبو المعالي وغيره بأن الاصولي الماهر المتصرف في الفقه لا يحل له الفتوى بمجرد ذلك ولو وقعت له في نفسه واقعة لزمه أن يستفتي غيره فيها ويلتحق به المتصرف النظار البحاث في الفقه من أئمة الخلاف وفحول المناظرين وهذا لأنه ليس أهلا لإدراك حكم الواقعة استقلالا لمقصور آلته ولا من مذهب إمام متقدم لعدم حفظه له وعدم إطلاعه عليه على الوجه المعتبر والله أعلم.
وذكره ابن عابدين في الطبقة السادسة: طبقة المقلدين القادرين على التمييز بين الأقوى والقوي والضعيف وظاهر المذهب والرواية النادرة كأصحاب المتون المعتبرة من المتأخرين مثل صاحب الكنز وصاحب المختار وصاحب الوقاية وصاحب المجمع، وشأنهم أن لا ينقلوا الأقوال المردودة والروايات الضعيفة.

### طبقة المقلدين
طبقة المقلدين الذين لايقدرون على ما ذكر من التمييز بين القول القوي والأقوى والضعيف وغيره، ولايفرقون بين الغث والسمين. ومن كان حاله كذلك فعليه أن يرجع إلى من يميز بين الراجح والمرجوح ونحوه، فالزمان لا يخلو من وجود من يميز بين ما أشكل من الأمور. ذكر ابن عابدين في حاشيته نقلا عن ابن كمال باشا قوله: لا بد للمفتي أن يعلم حال من يفتي بقوله، ولا يكفيه معرفته باسمه ونسبه، بل لا بد من معرفته في الرواية، ودرجته في الدراية، وطبقته من طبقات الفقهاء، ليكون على بصيرة في التمييز بين القائلين المتخالفين وقدرة كافية في الترجيح بين القولين المتعارضين.

## شروط المفتي
يلزم فيمن يتولى الإفتاء والقضاء أن يمتلك الأهلية والكفاءة العلمية والمعرفة بالأحكام الشرعية، وأن لم يبلغ رتبة الاجتهاد. قال النووي: «شرط المفتي كونه مكلفا مسلما وثقة مأمونا متنزها عن أسباب الفسق وخوارم المروءة، فقيه النفس، سليم الذهن، رصين الفكر، صحيح التصرف والاستنباط، متيقظا». وقال أيضا: يشترط في المفتي المنتسب إلى مذهب إمام كما سبق أن يكون فقيه النفس، حافظا مذهب إمامه، ذا خبرة بقواعده، وأساليبه ونصوصه.

### شروط المفتي وصفاته
شروط المفتي وصفاته كما ذكرها ابن الصلاح هي: أن يكون مكلفا مسلما ثقة مأمونا منزها من أسباب الفسق ومسقطات المروءة؛ لأن من لم يكن كذلك فقوله غير صالح للاعتماد -وإن كان من أهل الاجتهاد- ويكون فقيه النفس سليم الذهن رصين الفكر صحيح التصرف والاستنباط متيقظا. وهذه شروط المجتهد بوجه عام، وإذا كان المجتهد في رتبة المجتهد المطلق؛ فيشترط فيه مع هذه الشروط السابقة وجود شروط إضافية أخرى منها: أن يكون قيما بمعرفة أدلة الأحكام الشرعية من الكتاب والسنة والإجماع والقياس وما التحق بها على التفصيل المذكور في كتب الفقه وغيرها، وأن يكون عالما بما يشترط في الأدلة ووجوه دلالاتها، ويكفيه اقتباس الأحكام منها وذلك يستفاد من علم أصول الفقه وأن يكون عارفا من علم القرآن وعلم الحديث وعلم الناسخ والمنسوخ وعلمي النحو واللغة وأختلاف العلماء واتفاقهم بالقدر الذي يتمكن به من الوفاء بشروط الأدلة والاقتباس منها ذا دراية وارتياض في استعمال ذلك عالما بالفقه ضابطا لأمهات مسائله وتفاريعه المفروغ من تمهيدها. فمن جمع هذه الفضائل فهو المفتي المطلق المستقل الذي يتأدى به فرض الكفاية وأن يكون مجتهدا مستقلا.
وكون المفتي حافظا لمسائل الفقه لم يعد من شروط المفتي في كثير من الكتب المشهورة نظرا إلى أنه ليس شرطا لمنصب الاجتهاد، وذلك إن الفقه من ثمراته فيكون متأخرا عنه وشرط الشيء لا يتأخر عنه واشترط ذلك الأستاذ أبو إسحاق الإسفراييني وصاحبه أبو منصور البغدادي وغيرهما، قال ابن الصلاح: واشتراط ذلك في صفة المفتي الذي يتأدى به فرض الكفاية هو الصحيح وإن لم يكن كذلك في صفة المجتهد المستقل على تجرده؛ لأن حال المفتي يقتضي اشتراط كونه على صفة يسهل عليه معها إدراك أحكام الوقائع على القرب من غير تعب كثير وهذا لا يحصل لأحد من الخلق إلا بحفظ أبواب الفقه ومسائله. ولا يشترط أن يستحضر في ذهنه جميع الأحكام، بل يكفي أن يكون حافظا لمعظمها متمكنا من إدراك الباقي على القرب.
ويشترط فيه أن يعرف من الحساب ما يصحح به المسائل الحسابية الفقهية. قال ابن الصلاح: حكى أبو إسحاق وأبو منصور فيه اختلافا للأصحاب، والأصح اشتراطه لأن من المسائل الواقعة نوعا لا يعرف جوابه إلا من جمع بين الفقه والحساب.